# Striga euphrasioides
Striga euphrasioides là loài thực vật có hoa thuộc họ Cỏ chổi. Loài này được (Vahl) Benth. miêu tả khoa học đầu tiên năm 1835.